# Trachylepis sulcata
Espèce
Synonymes
- Euprepes olivaceus Peters, 1862
- Euprepes sulcatus Peters, 1867
- Mabuya sulcata (Peters, 1867)
- Mabuia ansorgii Boulenger, 1907

Trachylepis sulcata est une espèce de sauriens de la famille des Scincidae.

## Répartition
Cette espèce se rencontre en Namibie, en Afrique du Sud et dans le sud-ouest de l'Angola.

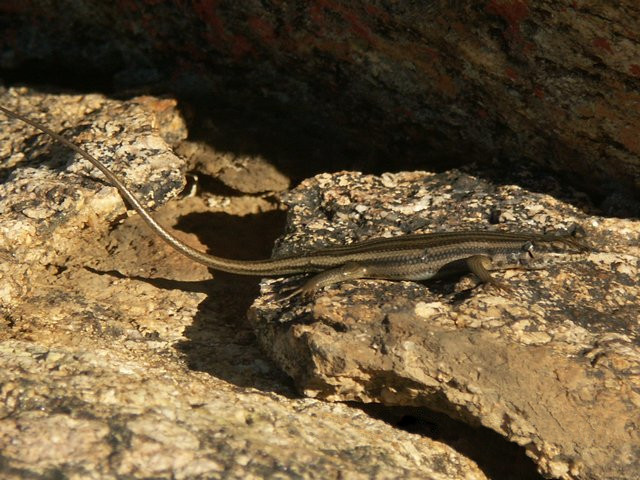

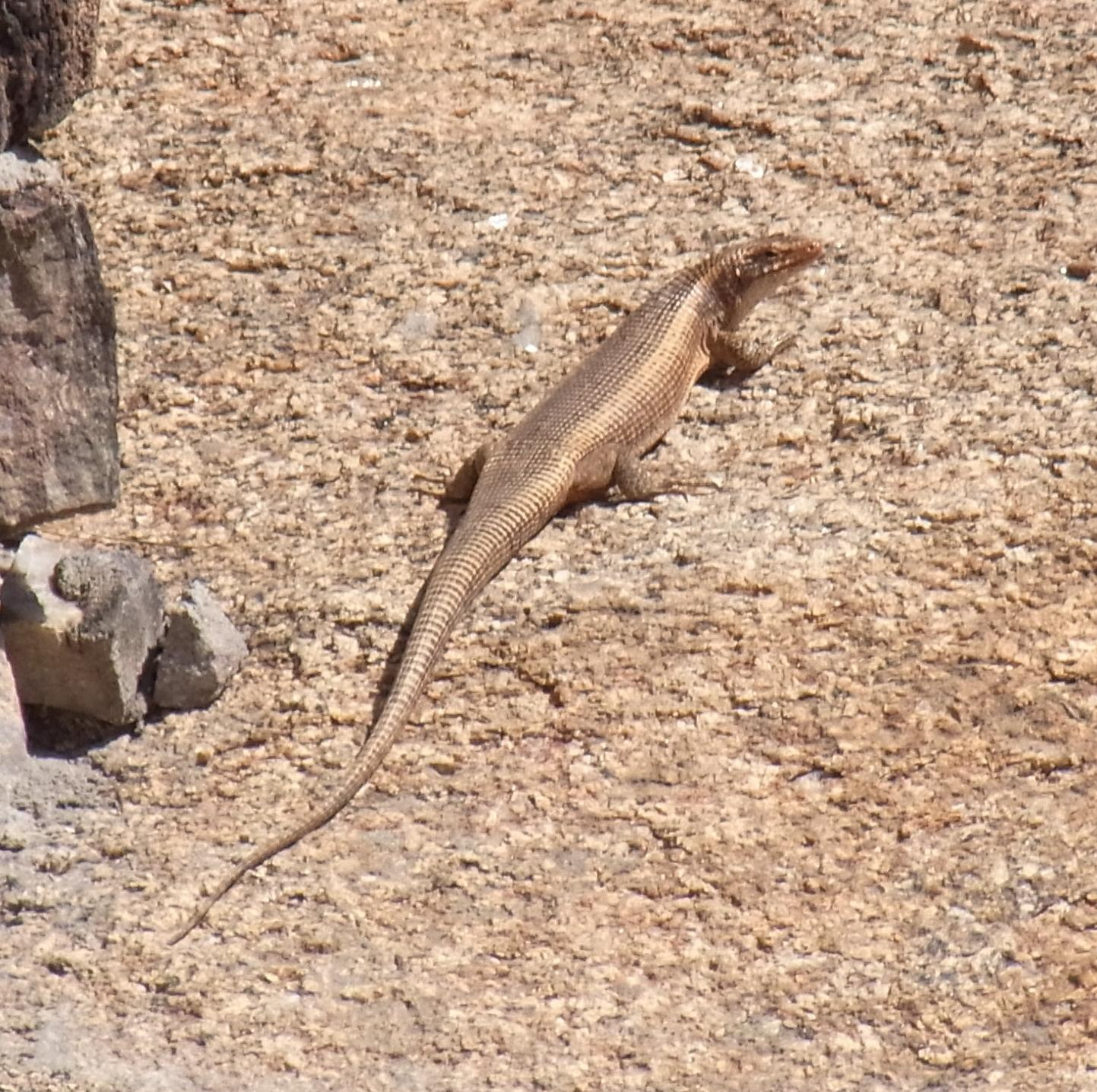

## Liste des sous-espèces
Selon The Reptile Database (13 décembre 2012) :
- Trachylepis sulcata ansorgii (Boulenger, 1907)
- Trachylepis sulcata sulcata (Peters, 1867)

## Publications originales
- Boulenger, 1907 : Descriptions of three new lizards and a new frog, discovered by Dr. W. J. Ansorge in Angola. Annals and Magazine of Natural History, sér. 7, vol. 19, no 26, p. 212-214 (texte intégral).
- Peters, 1862 : Übersicht einiger von dem, durch seine afrikanische Sprachforschungen, rühmlichst bekannten, Hrn. Missionär C.H. Hahn bei Neu-Barmen, im Hererolande, an der Westküste von Afrika, im 21˚ südl. Br. gesammelten Amphibien, nebst Beschreibungen der neue Arten. Monatsberichte der Königlichen Preussischen Akademie der Wissenschaften zu Berlin, vol. 1862, p. 15-26 (texte intégral).
- Peters, 1867 : Herpetologische Notizen. Monatsberichte der Königlichen Preussischen Akademie der Wissenschaften zu Berlin, vol. 1867, p. 13-37 (texte intégral).